# Мотика

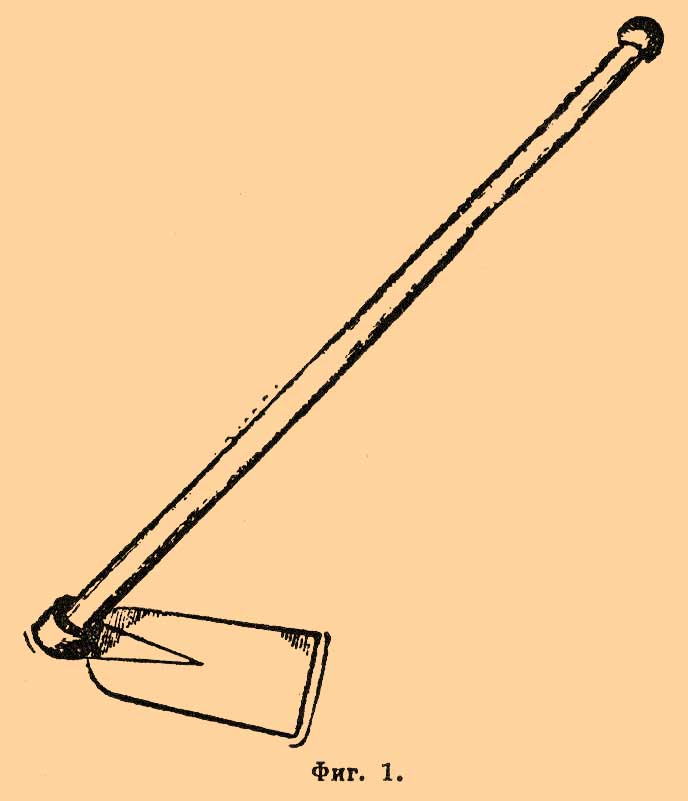

Моти́ка (прасл. *motyka, очевидно, від *motati), са́па́ — сільськогосподарський інструмент у вигляді широкого металевого полотна, прикріпленого під кутом до держака. Відома з глибокої давнини як ручне знаряддя для обробки ґрунту під посів. Уживається досі для підгортання картоплі, полоття бур'янів тощо.

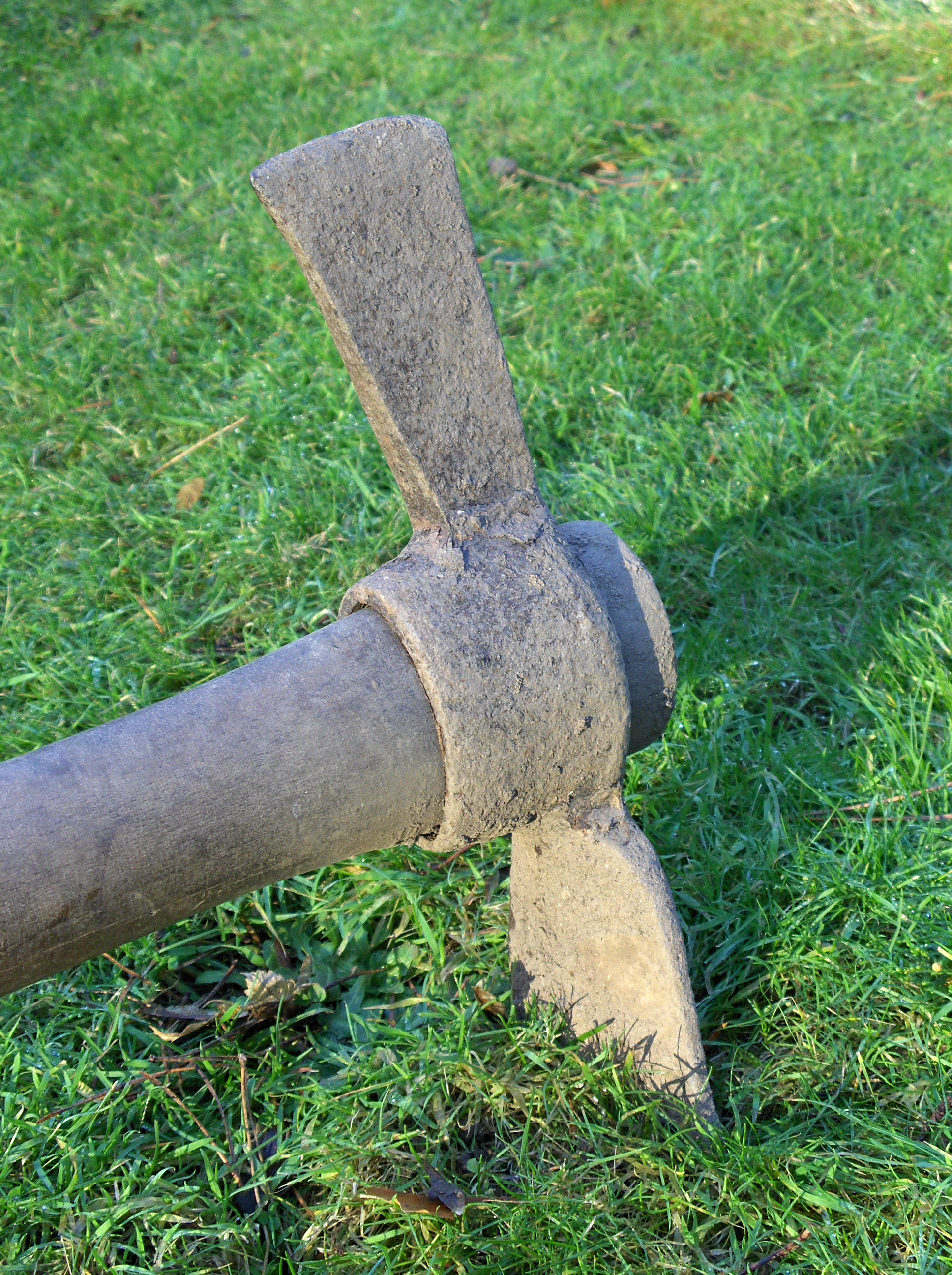
Універсальна кирка-мотика. Верхнє лезо киркового типу, нижнє — мотикового

Мотикою також іноді зовуть кирку, кайло.

## Історія
Предком мотики, як і лопати, була примітивна палиця-копачка. Первісна мотика являла собою звичайну палицю-кочеру з сучком-відростком, який і використовувався для розпушування ґрунту. Надалі з'явилися мотики з бронзовими та залізними наконечниками. Мотика характеризує примітивне рільництво та до винаходу сохи була ледь не єдиним засобом оброблення землі.

## Різновиди
- Са́па́, сапка (через рум. sápă від нар.-лат. *tzappa)[3], також діал. ґраса, шкрабачка — легка мотика, щоб прополювати і огортати городину. Згідно зі Словарем української мови Б. Д. Грінченка, українська сапа складалася з таких елементів: держака (держівна чи фоста), залізної втулки (вуха) і залізної робочої частини (жмені)[4].
- Мотика, клевак, чукан — міцна мотика, схожа з масивною киркою. Призначається для розбивання грудок глини тощо. Може бути двох типів: мотика-клин або мотика-кайло (англ. pick mattock) — поєднує пласке лезо з клином, та мотика-різак (англ. cutter mattock) — має два пласкі леза, розташовані перпендикулярно одне одному.
- Кайло — щоб видобувати кам'яне вугілля чи руду
- Оскард, дзьобань — кирка для карбування жорен.
- Кетмень — мотика, яка була поширена у Середній Азії. Уживалася як у рільництві, так і при копанні каналів[5].
- Рогачка — двозуба мотика
- Граца — маленька мотика-кішка для прополювання рослин.

## У культурі
Бойова мотика (англ. mattock) — загадкова зброя гномів, яка побіжно згадується у «Гобіті» Д. Толкіна: 
|  | «...У бою вони орудували важкими дворучними мотиками, поряд з тим, кожен мав короткий широкий меч на боці і круглий щит, закинутий за спину...» Оригінальний текст (англ.) [«...In battle they wielded heavy two-handed mattocks; but each of them had also a short broad sword at his side and a roundshield slung at his back...»] Помилка: [undefined] Помилка: {{Lang}}: немає тексту (допомога): текст вже має курсивний шрифт (допомога) |

Подробиці будови мотики не описуються, невідоме і її застосування у бою. Оскільки гноми були не рільниками, а шахтарями, то очевидно йдеться про зброю, схожу з дворучним келепом — бойовим варіантом кайла.

## У геральдиці

Мотика на прапорі Мозамбіку
Мотика на гербі Анголи
Мотика на гербі Зімбабве
Мотика на гербі Танзанії

## Галерея

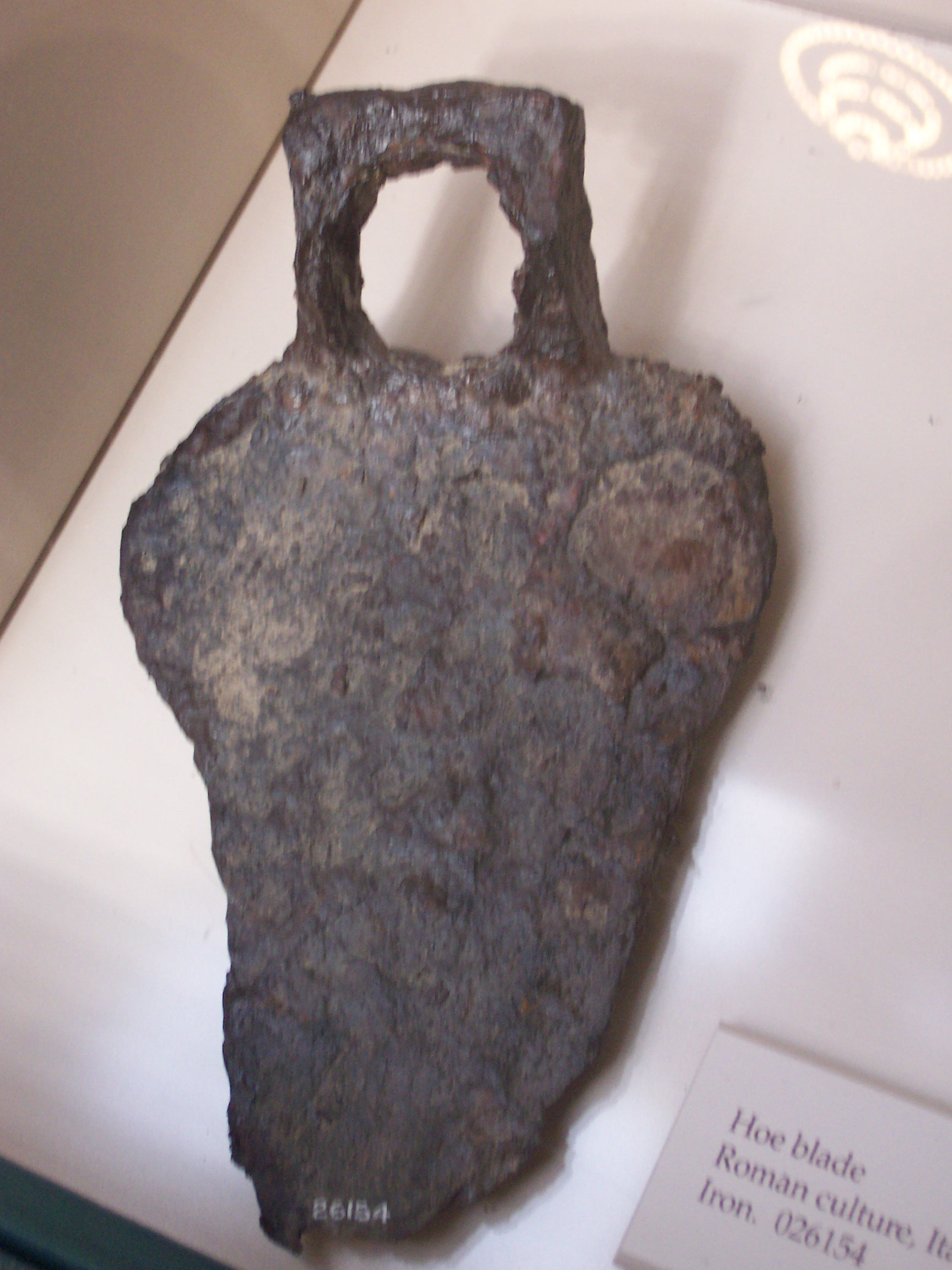
Двотисячорічна давньоримська мотика
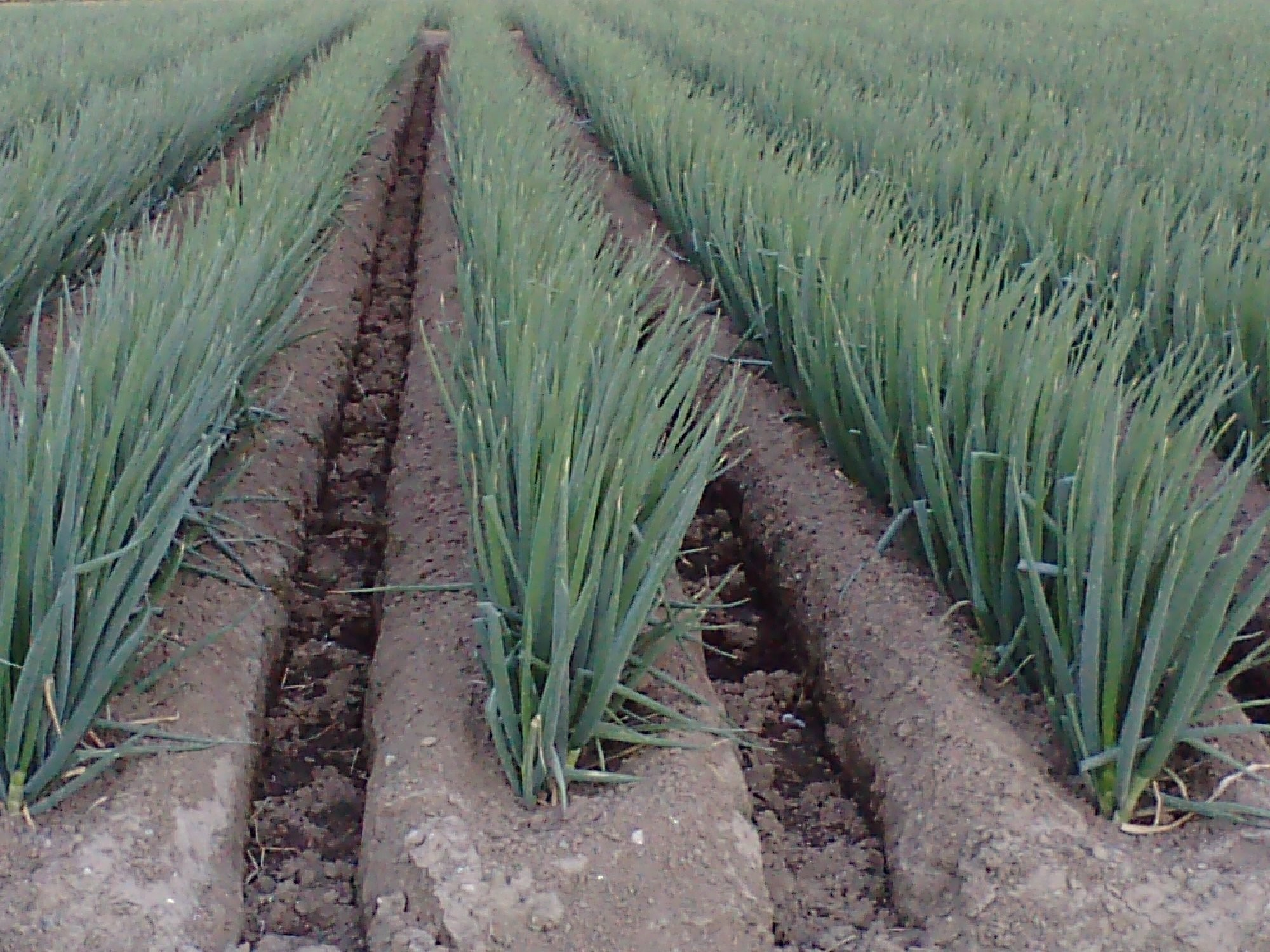
Підгорнуті для отримання більшого урожаю ряди (Японія)
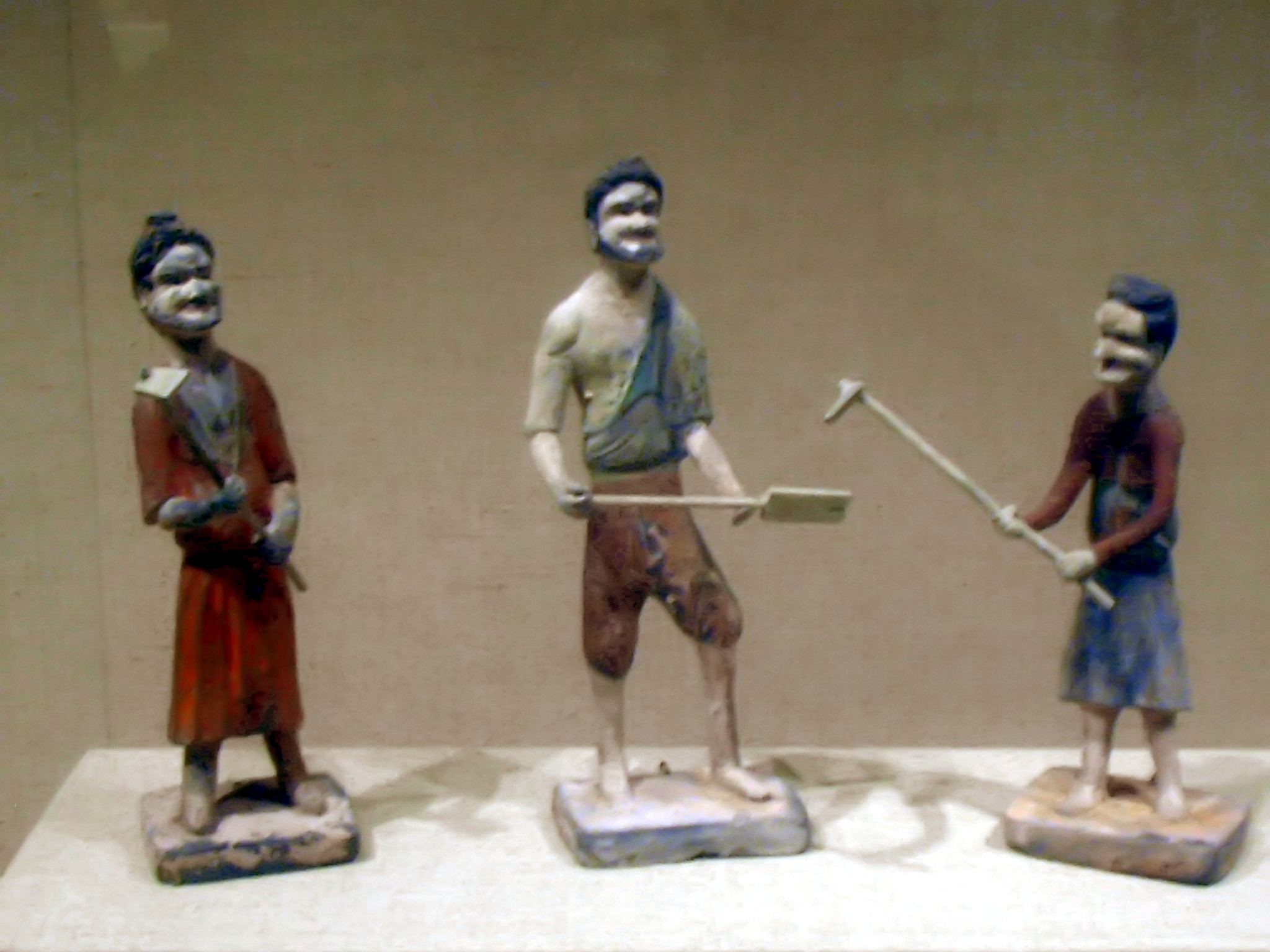
Троє чоловіків, двоє з мотиками і один із лопатою. Статуетка 7-го століття, виготовлена в часи китайської династії Тан